# Rashidi Yekini
Rashidi Yekini (ur. 23 października 1963 w Kadunie, zm. 4 maja 2012 w Ibadanie) – nigeryjski piłkarz, który w reprezentacji Nigerii strzelił 37 goli, co do dziś pozostaje niepobitym rekordem. Brał udział w mistrzostwach świata 1994 i 1998 oraz w Pucharze Narodów Afryki w 1994 roku, na którym Nigeryjczycy zdobyli mistrzostwo kontynentu.

## Kariera piłkarska
Po kilku latach spędzonych w lidze krajowej, w 1988 roku przeniósł się do klubu z Wybrzeża Kości Słoniowej Africa Sports Abidżan. Dwa lata później został kupiony przez Vitórię Setúbal, w barwach której zdobył koronę króla strzelców ligi portugalskiej. W 1993 roku został wybrany na najlepszego piłkarza w Afryce.
Po Mundialu 1994 przeszedł do Olympiakosu Pireus, ale nie potrafił wywalczyć miejsca w pierwszej jedenastce i szybko wyjechał z Grecji.
Później występował jeszcze w Hiszpanii, Szwajcarii, Arabii Saudyjskiej oraz w klubach afrykańskich. W 1998 roku Velibor Milutinović zabrał 35-letniego napastnika na mistrzostwa świata.
W 2005 roku 42-letni Yekini występował w nigeryjskim Gateway FC, gdzie zakończył piłkarską karierę.